# Siracourt
Siracourt ist eine französische Gemeinde mit 282 Einwohnern (Stand 1. Januar 2022) im Arrondissement Arras des Départements Pas-de-Calais. Sie liegt im Kanton Saint-Pol-sur-Ternoise und ist Mitglied des Kommunalverbandes Ternois.
|                | Croix-en-Ternois |           |
| Beauvois       | Kompass          | Ramecourt |
| Œuf-en-Ternois | Croisette        |           |

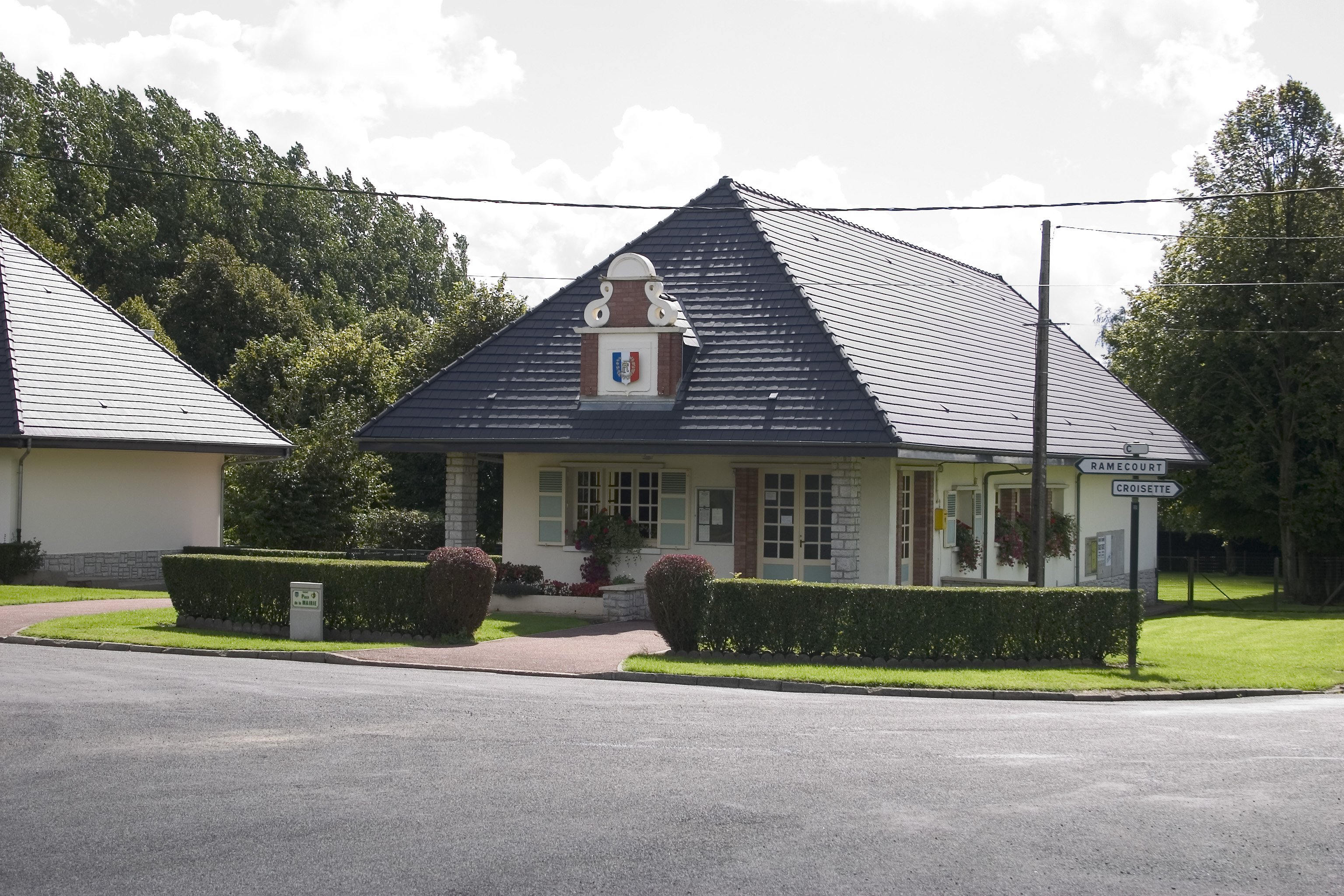
Rathaus und Schule
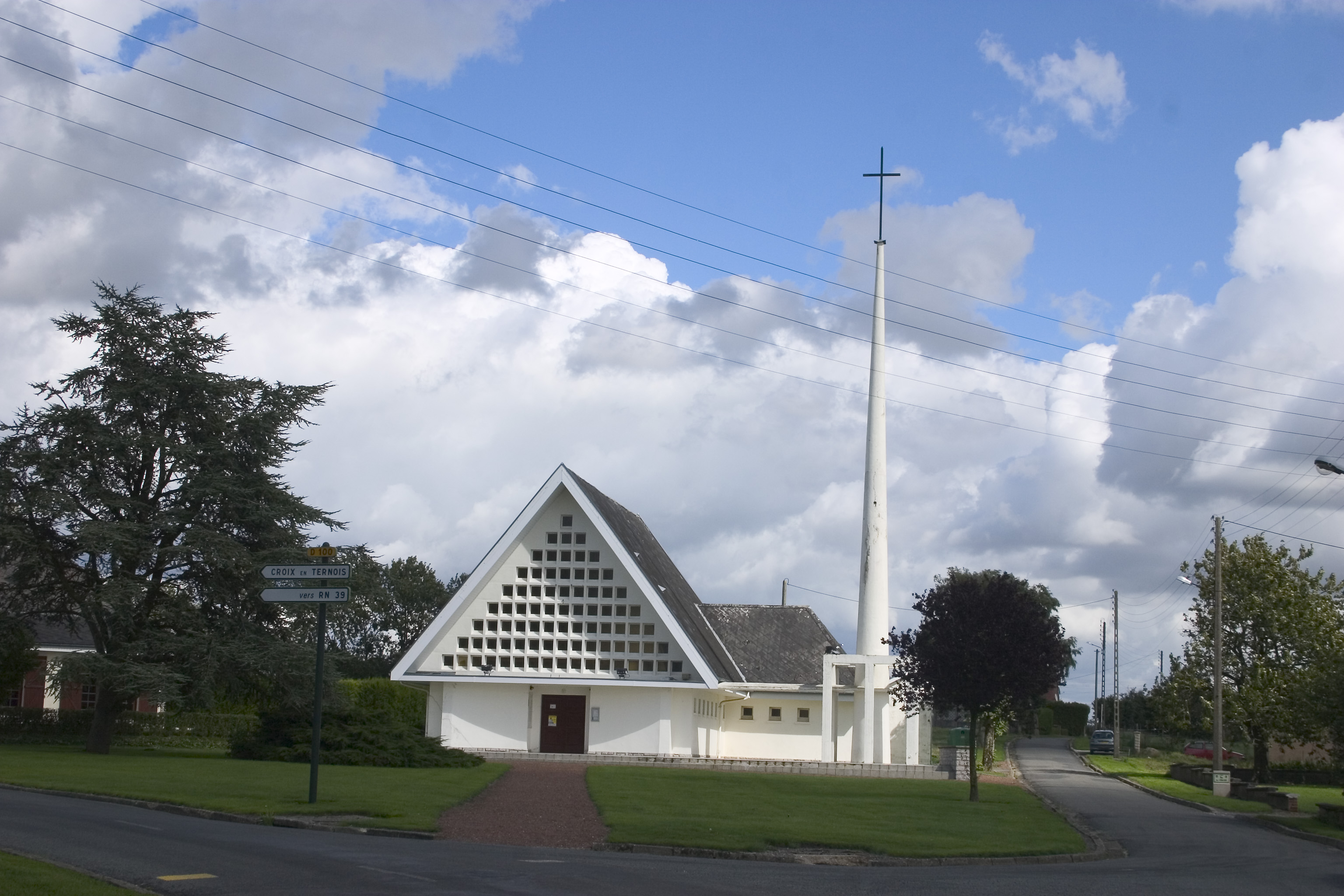
Kirche Saint-Germain